# Шакборо (місячний кратер)
Кратер Шакборо (лат. Shuckburgh) — стародавній ударний кратер у північно-східній частині видимого боку Місяця. Назву на честь англійського політика, математика та астронома Джорджа Вільяма Шакборо (1751—1804) Міжнародний астрономічний союз затвердив 1935 року.

## Опис кратера

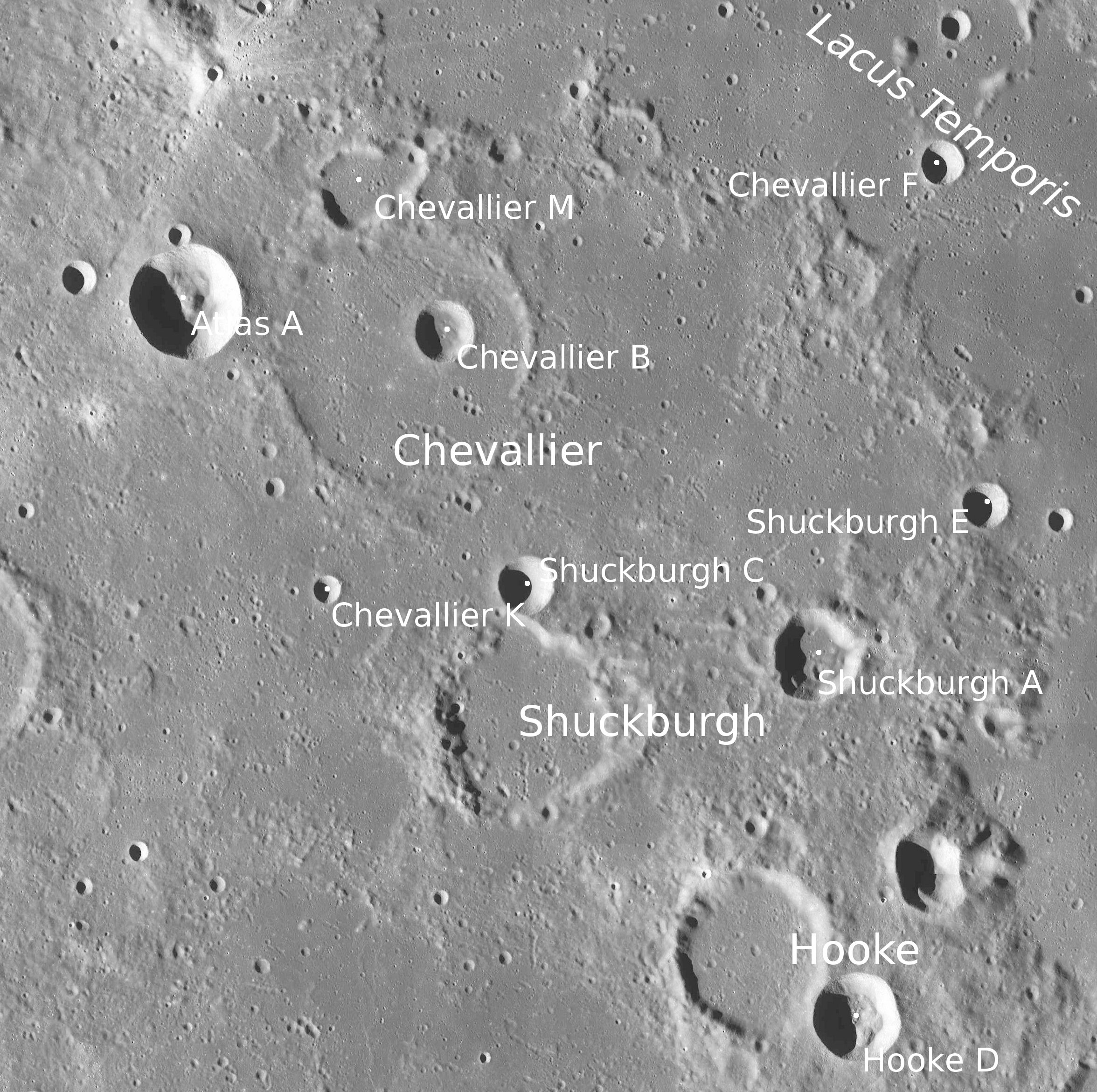
Околиці кратера Шакборо. Знімок зонда Lunar Reconnaissance Orbiter.

Кратер розташований на материковій частині Місяця на південний захід від кратера Атлас. На північний захід від кратера розташований кратер Шевальє, на захід — кратер Ерстед, на південний захід — кратери Цефей і Франклін, на південний схід — кратер Гук. На північний схід від кратера лежить Озеро Вічності. Селенографічні координати центра кратера 42°39′ пн. ш. 52°43′ сх. д. / 42.65° пн. ш. 52.71° сх. д., діаметр 37,73 км, глибина 1,31 км.
Дно чаші кратера затоплено лавою, яка утворила рівну місцевість, оточену сильно зруйнованим валом кратера. Істотних структур, крім кількох дрібних кратерів, дно чаші не має. Вал кратера має виступ у східній частині, що утворює терасоподібну структуру. Виступ у північній частині валу примикає до сателітного кратера Шакборо С. Найбільша висота валу над навколишньою місцевістю становить 1010 м, об'єм кратера становить приблизно 1100 км³.

## Сателітні кратери
| Шакборо | Координати                                                | Діаметр, км |
| ------- | --------------------------------------------------------- | ----------- |
| A       | 43°05′ пн. ш. 55°25′ зх. д. / 43.08° пн. ш. 55.42° зх. д. | 18,1        |
| C       | 43°32′ пн. ш. 52°43′ зх. д. / 43.54° пн. ш. 52.72° зх. д. | 11,6        |
| E       | 44°03′ пн. ш. 57°00′ зх. д. / 44.05° пн. ш. 57° зх. д.    | 9,2         |

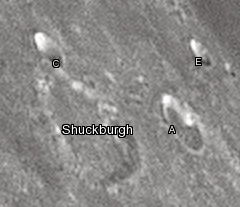
Знімок Девіда Кемпбелла.

- Сателітний кратер Шакборо С включено до списку кратерів із темними радіальними смугами на внутрішньому схилі Асоціації місячної та планетарної астрономії (ALPO)[5].